# Никифор Папасидерис
Никифор (на гръцки: Νικηφόρος, Никифорос) е гръцки духовник, костурски митрополит.

## Биография
Роден е като Николаос Папасидерис (Νικόλαος Παπασιδέρης) в Костур в 1888 година, баща му е от Дупяк (Диспилио), а майка му е костурчанка. Завършва училище в Дупяк и става учител в Здралци (Амбелокипи) и Цакони (1900 – 1904). В 1904 година се замонашва в Завордския манастир. Абатът на манастира го изпраща да учи в Сятища, а по-късно в Кожани (Козани), където в 1912 година завършва гимназия. А след това в 1916 година завършва Семинарията на Халки и Училището за византийска музика. След завръщането си става игумен на Завордския манастир, където остава до 1929 година. След 1930 година е секретар на Светия синод. По-късно завършва филология в Атинския университет. На 22 март 1936 година е ръкоположен за костурски митрополит от архиепископ Хрисостом I Гръцки в съслужение с митрополитите Василий Драмски и Кирил Поленински. Умира на 14 август 1958 година по време на погребална литургия в църквата „Свети Георги“.